# Palacio de Albrechtsberg
El palacio de Albrechtsberg (literalmente, 'palacio del Monte Alberto') se halla en Dresde, Alemania.

## Historia
El palacio fue construido entre 1850 y 1854 por Adolf Lohse (1807-1867) para el Príncipe Alberto de Prusia, el hermano menor del rey Federico Guillermo IV de Prusia y del futuro Emperador de Alemania con el nombre de Guillermo I. El príncipe Alberto acababa de ser expulsado de la Casa de Hohenzollern por su matrimonio morganático con la hija del General von Rauch, Rosalie von Rauch, que se llamaba condesa de Hohenau, y dejó de estar bien visto en la corte.
El palacio es de estilo historicista de inspiración renacentista italiana, pues Lohse era alumno de Schinkel, y contrasta con el resto de la ciudad, de apariencia barroca. El parque con sus terrazas fue diseñado por Eduard Neide (1818-1883) y trazado por Hermann Neumann, jardinero de la corte.
El palacio fue vendido en 1925 por el conde de Hohenau, su último propietario endeudado, y el parque está abierto al público desde 1930. Pertenece a la ciudad de Dresde. Durante el régimen comunista de la RDA, sirvió como «Palacio de los Pioneros». Hoy en día el interior se utiliza como sala de conciertos y de conferencias. El palacio necesita ser restaurado, ya que ha estado descuidado durante mucho tiempo.
Es visitado en particular por sus baños turcos y la sala de la corona.
- Datos: Q882139
- Multimedia: Schloss Albrechtsberg / Q882139